# موتور حاج غفور قلندرزهی
موتور حاج غفور قلندرزهی یک منطقهٔ مسکونی در ایران است که در دهستان بزمان واقع شده‌است.